# سيدي عبد الرحمان (ولاية تيارت)
سيدي عبد الرحمان هي بلدية تابعة لدائرة عين كرمس بولاية تيارت بالجزائر وهي تعتبر منطقة رعوية وفلاحية. موقعها استرتيجي، فهي تحد كل من ولايتي البيض وسعيدة كما تحدها كل من بلديات عين كرمس مدريسة شحيمة ومادنة ويمر بها طريقين وطنيين سعيدة رقم 90و البيض 111. تبعد عن عاصمة الولاية بحوالي 70كم وعن سعيدة بحوالي 130كم وعن البيض بـ 140كلم.
مناخها حار صيفا وبارد شتاء.وهي من أهم المناطق بولاية تيارت.كما تزخر بكبر مساحتها.و إنتاجها للبطاطا والبصل والبطيخ الأحمر والقمح بنوعيه والترفاس.
ويوجد بها عدة احياءحي الأمير عبد القادر وهواري بومدين الحي القديم وقرية بوجمعة وتجمعات ريفية قدية الحلفى.شتاونية.سيكرانة. عين القطيفة.أمحجر.ساوس.تيداس.الحامض. الحدبة.العرابة. واد خروف.
تحتوي على بعض المرفقات الجوارية، كما تحتوي على دار للثقافة ونادي ريفي ومكتبة وعيادة متعددة الخدمات جديدة وقاعة المحاضرات .بها 06مدارس ابتدائية إكمالية وثانوية جديدة وملعب بلدي . وتنشط هناك بعض الجمعيات والمنظمات منها الاتحاد الوطني للشبيبة الجزائرية والودادية الجزائرية للتضامن الشباني والمنظمة الوطنية للتضامن الشباني.إضافة إلى فريق كرة القدم CSA
تعتبر بلدية سيدي عبد الرحمن ممول للخضر والفواكه والحبوب لولاية تيارت إضافة إلى الثروة الحيوانية وبالخصوص الاغنام